# M. Mallahalli, Heggadadevankote
M. Mallahalli là một làng thuộc tehsil Heggadadevankote, huyện Mysore, bang Karnataka, Ấn Độ.